# Geertgen Wyntges
Geertgen Wyntges (gedoopt Delft, 13 mei 1636 - begraven aldaar, 15 mei 1712) was een Nederlandse schilder van botanische voorstellingen.

## Biografie
Geertgen was de dochter van Barbara Michiels en Pieter Wyntges, een wijnverlader, en wordt daarom ook aangeduid als Geertje Pieters(dochter). Na haar werden zus Maria (1638) en broer Pieter (1644) geboren. Haar vader Pieter Wyntges was de zoon van Melchior Wyntges, een brouwer, muntmeester en kunstverzamelaar. 
Vanaf circa 1666 was Geertgen Wyntges de assistent van de schilder Maria van Oosterwijck in Amsterdam, die ook bekend is van schilderijen met stillevens en bloemvoorstellingen. Ze zou begonnen zijn als dienstmeid bij de familie Van Oosterwijck en hielp haar met het mengen van verf. Ze is later haar leerlinge geworden. Geertgen had talent en werd zo goed in het schilderen van bloemstillevens dat ze daarmee in haar onderhoud kon voorzien. Ze keerde vermoedelijk in 1684 terug naar haar geboorteplaats Delft. Mogelijk ging ze hier ook werken in de plateelindustrie. Ze zou ook verre familie zijn geweest van Van Oosterwijck. Constantijn Huygens schreef twee gedichten ter ere van haar. Ook Arnold Houbraken schreef een korte biografische passage over Geertgen Wyntges.

## Werken
Er zijn weinig werken bewaard van de hand van Wyntges. Bloemstuk in een aardewerken vaas maakt deel uit van de collectie van het Fitzwilliam Museum te Cambridge. Een ander werk, Bloemstuk op een balustrade is in privébezit.

## Kunstenaarslexica
- Johannes Immerzeel, C. H Immerzeel, en Christiaan Immerzeel, De levens en werken der Hollandsche en Vlaamsche kunstschilders, beeldhouvers, graveurs en bouwmeesters van het begin der vijftiende eeuw tot heden, (Amsterdam: J.C. van Kesteren, 1842), 309.
- Abraham Jacob van der Aa, Biographisch woordenboek der Nederlanden, vol. 15 (Haarlem: J. J. Van Brederode, 1872), 298.
- Alfred von Wurzbach, Niederländisches Künstler-Lexikon, vol. 2 (Wien, Leipzig, Halm en Goldmann, 1906), 321.
- Ulrich Thieme en Felix Becker, Allgemeines Lexikon Der Bildenden Künstler von Der Antike Bis Zur Gegenwart, vol. 27 (Library Reprints, Incorporated, 1933).
- Adriaan van der Willigen en Fred G. Meijer, A Dictionary of Dutch and Flemish Still-Life Painters Working in Oils, 1525-1725 (Primavera Press, 2003), 161, 218.

## Verdere vermeldingen
- Germaine Greer, The Obstacle Race: The Fortunes of Women Painters and Their Work, herziene ed. (1979; I. B. Tauris, 2001), 239.
- Frances Borzello en Frances Borzello Ph.D, A World of Our Own: Women as Artists Since the Renaissance (Watson-Guptill, 2000), 68-69.
- Diane Wolfthal, ‘Foregrounding the Background: Images of Dutch and Flemish Household Servants’, Women and Gender in the Early Modern Low Countries, 1500-1750, 3 april 2019, 239-40.